# Platytomus darwini
Platytomus darwini är en skalbaggsart som beskrevs av Cartwright 1970. Platytomus darwini ingår i släktet Platytomus och familjen Aphodiidae. Inga underarter finns listade i Catalogue of Life.